# Уайт-Рок (водохранилище)
Уайт-Рок (англ. White Rock Lake, рус. Озеро Белой скалы) — водохранилище в городе Даллас, штат Техас, США.

## География
Водохранилище находится в восточной части Далласа. Вытянуто по линии север—юг на 4,2 км, средняя ширина составляет 1,4 км, площадь — 5,07 км², максимальная глубина — 5,5 метров, номинальный объём — 0,0224 км³, максимальный — 0,0486 км³. В водохранилище впадает и вытекает из него река Уайт-Рок-Крик.

## История

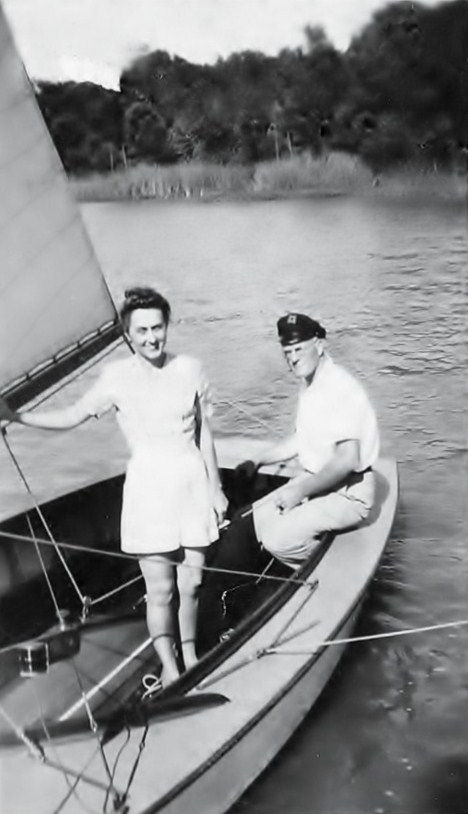
Джеймс Боуэн, член яхт-клуба «Коринтейн», усовершенствовал и построил несколько яхт для своего клуба в гараже собственного дома. Рядом с ним его жена Джулия. 1940 год

До создания на этом месте водохранилища, здесь находились фермы семей Диксон, Кокс и нескольких других. Известно, что семья Диксон обосновалась на этом месте в конце 1830-х — начале 1840-х годов, когда Даллас только-только начал образовываться как поселение. После окончания Гражданской войны друг Диксонов, Кокс, переехал сюда же со своей семьёй. Они совместно вели хозяйства, у них даже было общее фамильное кладбище (с 1848 года).
В связи с нехваткой питьевой воды в быстро растущем Далласе, в марте 1910 года началось создание водохранилища, которое заняло чуть более полутора лет. Строительство выполнила компания Fred A. Jones Company. В 1913 году первые потребители Далласа получили воду из нового водохранилища, в следующем году было официально подтверждено, что оно полностью заполнено. В 1917 году на водохранилище официально разрешили рыболовство. В конце 1910-х — начале 1920-х годов заключённые местной тюрьмы построили кольцевую дорогу вокруг Уайт-Рок. По берегам водохранилища быстро начали расти жилые дома, а в 1929 году побережье Уайт-Рок получило статус муниципального парка. В 1943—1944 годах в нескольких бараках на берегу водохранилища содержались немецкие военнопленные.
В 1930-х, 1940-х и начале 1950-х годов Уайт-Рок было очень популярным местом среди жителей Далласа: сам город тогда был ещё небольшим, водохранилище находилось за его пределами, домашние кондиционеры ещё не были изобретены, поэтому в летний период тысячи людей ежедневно приезжали сюда отдыхать, купаться, ловить рыбу, устраивать пикники у воды. Однако в 1952 году в водохранилище было запрещено купание, в 1958 году последовал запрет на использование моторных судов мощностью более 10,5 лошадиных сил. В настоящее время эти запреты остаются в силе, разрешены каякинг, каноинг (англ. canoeing) и гребля на доске (англ. standup paddleboarding).

## Описание
Земляная плотина имеет 14,3 метра в высоту и 777 метров в длину (по гребню). К водохранилищу практически со всех сторон почти вплотную подступают жилые дома, кроме того на его берегу находятся Культурный центр «Бат Хаус» (построен в 1930 году) и Дендрарий и ботанический сад Далласа (построен в 1940 году, с 1978 года числится в Национальном реестре исторических мест США). На юго-западном берегу водохранилища в 1920-х годах было выстроено здание фильтровальной станции: ныне оно является исторической достопримечательностью, там проводятся концерты, свадьбы и другие мероприятия.
На водохранилище Уайт-Рок тренируются несколько команд гребцов и яхтсменов. Каждый декабрь, начиная с 1971 года, в Далласе проводится марафон, значительная часть маршрута которого пролегает вдоль западного берега водохранилища.
В парке, организованном вокруг озера, растут десятки видов деревьев, сотни видов трав, обитают десятки видов птиц: гуси, утки, пеликаны, совы, ястребы, орлы. Из млекопитающих здесь живут белки, бобры, койоты. В самом водохранилище водятся сомы, ушастые окуни, большеротые окуни, краппи, карпы, в 1990-х годах поступило несколько сообщений, что рыбаки замечали здесь миксин.
С 1940-х годов в Далласе существует городская легенда о «Белой девушке». Ей, якобы, около 20 лет, она одета в мокрое платье фасона 1930-х годов, появляется она ночью на дороге у водохранилища и просит подвезти её до дома на Гастон-авеню. Во время поездки девушка исчезает из движущегося автомобиля, оставляя после себя мокрое сиденье. Легенда гласит, что она утонула в водохранилище в 1930-х годах.

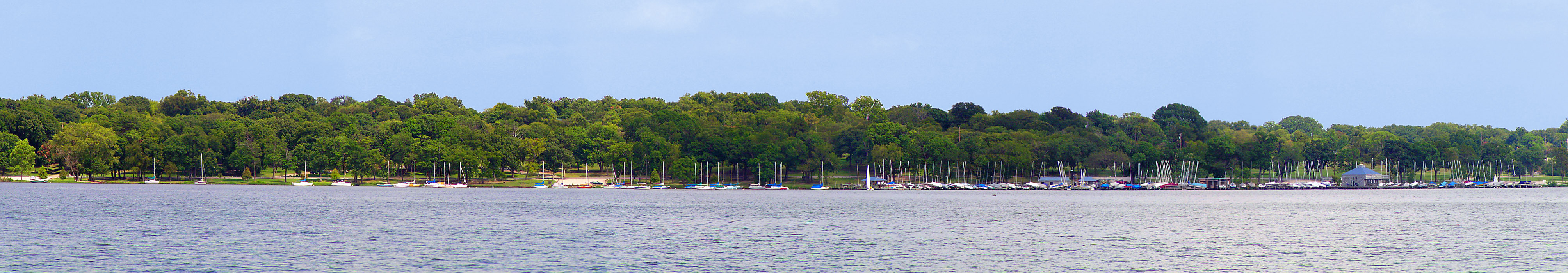
Северо-восточный берег водохранилища